# Vlasta Vrázová
Vlasta Adéla Vrázová (18. června 1900 Chicago–22. srpna 1989 Chicago) byla Čechoameričanka, dcera cestovatele Enriqua Stanka Vráze, která se angažovala v krajanském hnutí ve Spojených státech amerických, kde organizovala humanitární a materiální pomoc pro Československo, kromě toho byla i vydavatelka časopisů pro emigranty ve Spojených státech amerických a exilovou aktivistkou. Po druhé světové válce přivezla do Československa finanční a materiální pomoc American Relief for Czechoslovakia, za což byla v roce 1945 vyznamenána jako jedna z mála žen Řádem Bílého lva. Byla předsedkyní Československé národní rady americké. Významně přispěla k vytvoření Společnosti pro vědy a umění (zal. roku 1958).

## Rodina
Narodila se v Chicagu a vyrostla ve čtvrti Česká Kalifornie, South Lawndale, Chicago. Jejím otcem byl Enrique Stanko Vráz (1860–1932), cestovatel narozený českým rodičům v Bulharsku. Její matka se rovněž jmenovala Vlasta Vrázová (1875–1961). Její dědeček z matčiny strany August Geringer (1842–1930) byl vydavatelem českého deníku Svornost, který vycházel ve Spojených státech amerických od roku 1875. Bratr Vítěslav, používající anglicky znějící jméno Victor, v letech 1932 a 1933 vyučoval v Praze na Univerzitě Karově, později získal doktorát na Northwestern University (Severozápadní univerzita) v městě Evanston (Illinois), kde následně přednášel ekonomii a obchod a zde 23. srpna 1939 zemřel.
Během první světové války rodina intenzivně podporovala zahraniční akce Tomáše Garrigue Masaryka.

## Život
Od roku 1919 do roku 1939 žila v Praze, kde z počátku pomáhala svému otci, který zde vyučoval až do své smrti roku 1932. Během druhé světové války se vrátila se svou matkou do Washingtonu D.C., kde pomáhala české exilové vládě. V roce 1945 se vrátila do Prahy jako ředitelka American Relief for Czechoslovakia. Řídila distribuci pomoci v hodnotě 4 milionů USD - potravin, léků, oblečení a další podpory. V roce 1946 obdržela Řád Bílého lva za významnou podporu poválečné obnovy Československa. V roce 1949 ji zajala komunistická Státní bezpečnost a obvinila ji ze špionáže, což vyvolalo důrazné protesty ze strany americké vlády.
Po týdnu bezdůvodného věznění byla propuštěna a byla vypovězena z Československa. Po návratu do Spojených států amerických se stala předsedkyní Československé národní rady americké.
Zemřela v roce 1989 ve věku 89 let. Místem jejího odpočinku je Český národní hřbitov v Chicagu, kde je pochována spolu s matkou a bratrem Viktorem Vrázem, profesorem ekonomie na Severozápadní univerzitě. Některá její díla jsou archivována ve sbírce Geringer Family Papers, rodinném archivu rodiny Augusta Geringera, v Chicago History Museum. Část svého díla odkázala Náprstkovu muzeu v Praze, v kterém jsou rovněž rozsáhlé sbírky osobních dokumentů jejího otce Enrique Stanko Vráze.

## Literárně činná
Pravidelně Vlasta Vrázlová přispívala texty do kalendáře vydávaného v Chicagu jejím dědečkem Augustem Geringerem (1842–1930). Většina textů jsou vzpomínky na její rodinu, především otce a dědečka.
- V Algonquinu, na Liščí řece [9]
- Všelicos z Algonquinu [10]
- Rozmarné vzpomínky mého tatínka z jeho přednáškových cest vlastí [11]
- Rozmanitosti z cest mého otce dalekými světy [12]
- Ze života lovců a sběratelů přírodnin [13]
- Řeknu vám proč, dědečku! [14]
- Babičce, K stoletým narozeninám [15]

Rozsáhlým literárním počinem Vlasty Vrázlové se stala kniha věnovaná životu jejího otce nazvaná Život a cesty E. St. Vráze s potitulem Z jeho soukromých deníků, korespondence, záznamů a z ústního vyprávění .
V. Vrázlová stála u několika posmrtných vydání otcových knih vydaných ve čtyřicátých letech dvacátého století nakladatelstvím Toužimský & Moravec s ilustracemi Zdeňka Buriana.